# Callirhipis childreni
Callirhipis childreni là một loài bọ cánh cứng trong họ Callirhipidae. Loài này được Gray miêu tả khoa học đầu tiên năm 1832.